# فن (فرقة موسيقية)
فَن
(بالإنجليزية: Fun.) هي فرقة غناء بوب أمريكية تشكلت في مدينة نيويورك وأسسها نايت رويس في عام 2008 و انضم إليه اندريو دوست، جاك انتونوف وستيل تراين
وأصدرت فرقة فَن البومين: Aim and Ignite في عام 2009 وSome Nights في فبراير 2012.
أفضل أغاني هذه الفرقة أغنية We Are Young و احتلت هذه الأغنية المرتبة الأولى في الولايات المتحدة و كذلك في المملكة المتحدة باشتراك مع جانيل موناي، و كذلك احتلت أغنية Some Nights المراتب الأولى في عدة دول.

## روابط خارجية
- فون على موقع IMDb (الإنجليزية)
- فون على موقع ميوزك برينز (الإنجليزية)
- فون على موقع رولينغ ستون (الإنجليزية)
- فون على موقع أول ميوزيك (الإنجليزية)
- فون على موقع ديسكوغز (الإنجليزية)